# Káto Examília
Káto Examília (Kato Examilia) är en ort i Grekland.   Den ligger i prefekturen Nomós Korinthías och regionen Peloponnesos, i den sydöstra delen av landet, 70 km väster om huvudstaden Aten. Káto Examília ligger 66 meter över havet och antalet invånare är 816.
Terrängen runt Káto Examília är kuperad söderut, men norrut är den platt. Havet är nära Káto Examília åt nordväst. Runt Káto Examília är det ganska tätbefolkat, med 100 invånare per kvadratkilometer. Närmaste större samhälle är Korinth, 3,7 km norr om Káto Examília. 